# نهر كوبا
نهر كوبا (بالكرواتية: Kupa) أو نهر كولبا (بالسلوفينية: Kolpa)، أحد روافد نهر سافا. يُشكل الحدود الطبيعية بين شمال غرب كرواتيا وجنوب شرق سلوفينيا. يبلغ طوله 297 كيلومتراً (185 ميل)، جزء من النهر يقع في الحدود بين كرواتيا وسلوفينيا بطول 118 كم (73 ميل)، والباقي يقع في داخل كرواتيا.